# Видовдански турнир у малом фудбалу
Видовдански турнир у малом фудбалу у Сврљигу је најстарија спортска манифестација која се одржава у сврљишком крају и најдуговечније такмичење тог типа у Србији, која се без прекида организује од 1957. године.
Видовдански турнир је наважнија спортска манифестација у историји сврљишког краја, која сваге године окупља све већи број љубитеља фудбала. По традицији, на турниру учествује велики број грађана Сврљига, али и екипе из других места широм Србије.
Општина Сврљиг је покровитељ турнира, док је Центар за туризам, културу и спорт организатор манифестације. Сваке године најуспешнијим екипама додељује се богат наградни фонд. Турнир одликују сјајна атмосфера и такмичарски дух.